# Østers (gruppe)
Østers er en samlebetegnelse for flere forskellige grupper af muslinger som hovedsageligt vokser i brak- og saltvand.
Skallen, som oftest har et højt kalkindhold, omgiver en blød krop. Gællerne filtrerer plankton fra vandet, og en kraftig muskel holder skallet lukket. Nogle grupper er værdsat som mad, både i rå og varmebehandlet form. 
Gruppen Ostreidae, også kaldet "ægte østers", omfatter blandt andet den velkendte europæiske østers, men ikke eksempelvis havperlemuslinger, der er en fjern slægtning i slægten Pinctada.
| Dyr | Spire Denne artikel om dyr er en spire som bør udbygges. Du er velkommen til at hjælpe Wikipedia ved at udvide den. |